# پایگاه هوایی لبیاژیه
پایگاه هوایی لِبیاژیه (به روسی: Лебяжье) یک فرودگاه نظامی است که یک باند فرود بتن دارد و طول باند آن ۲۵۰۰ متر است. این فرودگاه در شهر کامیشین کشور روسیه قرار دارد و در ارتفاع ۱۱۶ متری از سطح دریا واقع شده است.